# Найденко, Василий Михайлович
Найденко Василий Михайлович (24 ноября [7 декабря] 1915, Кривой Рог, Херсонская губерния — 13 января 1969, Ленинград) — советский военный лётчик-истребитель. Участник четырёх войн, в каждой из которых добился воздушных побед. В начальный период Великой Отечественной войны — командир 126-го истребительного авиационного полка 6-го истребительного авиационного корпуса ПВО. Герой Советского Союза (21.04.1943). Полковник.

## Биография
Родился 24 ноября (7 декабря) 1915 года в местечке Кривой Рог в семье рабочего. В детстве жил в городе Пятихатки, куда перевели по работе отца. Там окончил школу и фабзавуч. Работал сцепщиком вагонов на станции Пятихатка. С 1933 года обучался в Киевском художественном институте, но окончил только первый курс.
В Красную армию призван в августе 1934 года. В 1936 году окончил Одесскую военную авиационную школу пилотов.
В 1938 году участвовал в гражданской войне в Испании. Провёл 27 воздушных боёв, лично сбил 3 и в группе 6 самолётов противника.
В 1939 году воевал на реке Халхин-Гол, был заместителем командира эскадрильи 22-го истребительного авиационного полка. Выполнил 79 боевых вылетов, лично сбил 2 и в группе 9 японских самолётов.
В 1939—1940 годах участвовал в советско-финской войне, будучи командиром эскадрилья 25-го истребительного авиационного полка. Выполнил 29 боевых вылетов, сбил в группе 4 финских самолёта. В 1941 году вступил в ВКП(б).
В Великой Отечественной войне капитан В. М. Найденко сражался с 22 июня 1941 года в должности командира эскадрильи 126-го истребительного авиационного полка, в августе 1941 года (по другим данным, 4 октября 1941 года) назначен командиром этого полка. Первую победу одержал в районе Орши 29 июня 1941 года. Участвовал в Белостокско-Минском сражении, в Смоленском сражении, в обороне Москвы и в обороне Сталинграда. Полк под его командованием стал одним из лучших полков в РККА, его лётчики сбили 75 немецких самолётов. Полк воевал в составе 9-й смешанной авиационной дивизии ВВС Западного фронта, с октября 1941 — 6-го истребительного авиационного корпуса ПВО Московской зоны ПВО, с августа 1942 — 268-й истребительной авиационной дивизии 8-й воздушной армии Сталинградского фронта. Сам командир полка В. М. Найденко выполнил 186 боевых вылетов, участвовал в 120 воздушных боях, сбил 5 немецких самолётов лично и 13 в группе. Сражался на истребителях И-16, МиГ-1, МиГ-3, Р-40 «Томагаук» (с октября 1941 года).
За мужество и героизм в Великой Отечественной войне указом Президиума Верховного Совета СССР от 21 апреля 1943 года майору В. М. Найденко присвоено звание Героя Советского Союза. 
В воздушном бою 3 сентября (по другим источникам — 5 сентября) 1942 года под Сталинградом был тяжело ранен, выбросился с парашютом из горящего истребителя, упал в Волгу. Был спасён матросами одного из катеров. Позднее в госпитале произведена ампутации ноги. Однако после лечения продолжил службу, хотя и был списан с лётной работы. С октября 1943 года служил заместителем командира 318-й истребительной авиационной дивизии 1-й воздушной истребительной армии ПВО.
Принимая участие в четырёх войнах по защите интересов Родины, В. М. Найденко лично сбил 10 и в группе 32 самолётов. Иногда встречаются и совершенно неправдоподобные цифры побед В. М. Найденко, такие как: «всего выполнил 550 боевых вылетов в 1937—1942 годах, провёл 350 воздушных боёв, сбил лично 22 и в группе с товарищами 57 самолётов врага». 
Служил и после войны, до выхода в запас в октябре 1953 года.
Умер 13 января 1969 года в Ленинграде. Похоронен на Ново-Волковском кладбище.

Могила В. М. Найденко на Ново-Волковском кладбище Санкт-Петербурга.

## Награды
- Медаль «Золотая Звезда» Героя Советского Союза (21.04.1943);
- орден Ленина (21.04.1943);
- три ордена Красного Знамени (8.03.1938, 17.02.1939, 9.08.1941);
- Орден Красной Звезды (15.11.1950);
- медаль «За боевые заслуги» (3.11.1944);
- медаль «За оборону Москвы»;
- медаль «За оборону Сталинграда»;
- медаль «За победу над Германией в Великой Отечественной войне 1941—1945 гг.»;
- юбилейные медали СССР;
- Орден Красного Знамени (Монголия)[5].
- Знак «Участнику боёв у Халхин-Гола»

## Память
- Имя на Стеле Героев в Кривом Роге.
- Именем названа улица в Кривом Роге[6].